# Minle
Minle léase Min-ló (en chino:民乐县, pinyin:  Mínlè Xiàn)  es un condado bajo la administración directa de la ciudad-prefectura de Zhangye en la provincia de Gansu, República Popular China. Su área total es de 4243 kilómetros cuadrados, con una población censada en noviembre de 2013 de 230 800 habitantes, donde conviven 10 grupos étnicos que incluyen a Min, Tibetano, Hui, Zhuang, Tujia, Mongol, Bai, Manchú, Yugu y Uygur.

## Administración
El condado de Minle se divide en 10 pueblos que se administran en 6 poblados y 4 villas.

## Geografía
El condado de Minle está está ubicado en el centro del Corredor del Hexi de la provincia de Gansu, y los pies norte de las montañas Qilian, bañada por el río Ejin, limitando al sur con la provincia de Qinghai. El terreno en el condado de Minle es alto en el sur y bajo en el norte, y se divide en dos categorías: planicie con una altitud media de 2300 m s. n. m., y la zonas de montañas. El condado tiene 73,8 kilómetros de ancho de este a oeste y 95,4 kilómetros de norte a sur, con un área total de 3678 kilómetros cuadrados.

## Recursos
A partir de 2013, los recursos minerales del condado de Minle incluyen minas de carbón, mineral de zafiro, limonita, cromita, oro, cobre, piedra caliza y yeso. 